# Stein Metzger
Stein Metzger (Honolulu, 17 november 1972) is een voormalig Amerikaans beachvolleyballer. Met Dax Holdren won hij de zilveren medaille bij de wereldkampioenschappen in 2003 en nam hij deel aan de Olympische Spelen in 2004.

## Carrière

### 1996 tot en met 2001
Metzger begon met beachvolleybal in Honolulu en speelde in de zaal voor Punahou School. Met het universiteitsteam van de UCLA, waar hij milieuwetenschappen studeerde, won hij driemaal het NCAA-kampioenschap en werd hij driemaal uitgeroepen tot All-American. In 1996 debuteerde hij met Mike Diehl in Manhattan Beach als beachvolleyballer in de AVP Tour. Het jaar daarop speelde hij afwisselend met Sean Scott, Wayne Seligson en Lee LeGrande in totaal negen wedstrijden waarbij hij twee negende plaatsen (Lake Tahoe en Vail) behaalde. In 1998 was hij achtereenvolgens actief op zestien toernooien met Seligson en Eduardo Bacil. Met Bacil haalde hij met een tweede plaats in Cincinnati zijn eerste podiumplaats. Daarnaast maakte Metzger met Carl Henkel zijn debuut in de FIVB World Tour waarin ze aan twee toernooien meededen. Het daaropvolgende seizoen kwam hij in de binnenlandse competitie eenmaal uit met Matt Unger en zevenmaal met Carlos Loss. Hij behaalde daarbij een tweede plaats in Santa Barbara en vier vijfde plaatsen. Met Adam Jewell deed hij verder mee aan het FIVB-toernooi van Vitória.
In 2000 partnerde Metzger in het Amerikaanse circuit achtereenvolgens met Ian Clarke en Brent Doble. Hij nam in totaal deel aan twaalf toernooien en eindigde niet lager dan plek negen; in Santa Barbara, Muskegon en Belmar werd hij bovendien derde. Internationaal kwam hij bij twee wedstrijden tot een zevende plaats in Vitória met Todd Rogers. Vervolgens vormde hij twee en een half seizoen een team met Kevin Wong. Het eerste jaar namen ze deel aan negen reguliere toernooien in de World Tour. Het duo boekte de overwinning in Gstaad, eindigde als derde in Marseille en werd respectievelijk vierde en vijfde in Lignano en Oostende. Ze hadden zich verder als vijfde geplaatst voor de wereldkampioenschappen in Klagenfurt. Daar verloren ze in de achtste finale van hun landgenoten Rogers en Dax Holdren. Bij de Goodwill Games in Brisbane wonnen Metzger en Wong bovendien de bronzen medaille ten koste van Eric Fonoimoana en Rob Heidger. In de binnenlandse competities namen ze deel aan vier toernooien met twee zeges (Santa Barbara en Manhattan Beach), een tweede (Clearwater) en een derde plaats (Hermosa Beach) als resultaat. Daarnaast eindigde Metzger met verschillende partners bij het AVP-toernooi van Las Vegas als derde.

### 2002 tot en met 2005
In 2002 waren Metzger en Wong actief op zeven toernooien in de AVP Tour waarbij ze een tweede (Hermosa Beach) en twee derde plaatsen (Huntington Beach en Belmar) behaalden. Internationaal deed het duo eveneens mee aan zeven toernooien. Ze wonnen in Espinho, werden tweede in Fortaleza en eindigden als derde in Gstaad en Montreal. Het jaar erop namen ze deel aan vier binnenlandse toernooien. Daarbij behaalden ze een derde (San Diego) en drie vijfde plaatsen (Fort Lauderdale, Tempe en Hermosa Beach). Op mondiaal niveau speelden ze zes wedstrijden met een tweede plaats bij de Grand Slam van Klagenfurt als beste resultaat. Halverwege het seizoen wisselde Metzger van partner naar Dax Holdren. In de Amerikaanse competitie kwamen ze bij drie toernooien tot twee negende plaatsen (Manhattan Beach en Huntington Beach). Internationaal eindigden ze als vijfde bij de Grand Slam van Los Angeles en namen ze deel aan de WK in Rio de Janeiro. Daar werden ze vice-wereldkampioen nadat ze de finale verloren van de Brazilianen Ricardo Santos en Emanuel Rego.
Het jaar daarop deden Metzger en Holdren mee aan tien toernooien in de World Tour. Ze behaalden daarbij onder meer een vierde plaats in Carolina en een zevende plaats in Stavanger. Bij de Olympische Spelen in Athene bereikte het duo de kwartfinale die verloren ging tegen de Zwitsers Patrick Heuscher en Stefan Kobel. In de binnenlandse competitie speelden ze vijf wedstrijden met een derde plaats in Austin als hoogste klassering. Met Wong werd Metzger verder derde bij het AVP-toernooi van Santa Barbara en met Matt Fuerbringer deed hij mee aan het FIVB-toernooi van Marseille. In 2005 speelde Metzger samen met Jacob Gibb. Ze namen deel aan dertien toernooien in het Amerikaanse circuit en boekten daarbij vier overwinningen (Fort Lauderdale, Tempe, Belmar en Manhattan Beach). Daarnaast werden ze tweemaal tweede (Austin en Boulder) en vijfmaal derde (Santa Barbara, San Diego, Hermosa Beach, Huntington Beach en Chicago). Bovendien eindigde Metzger als derde in Las Vegas. Internationaal waren ze actief op de WK in Berlijn en zes reguliere toernooien. Bij de WK verloren Metzger en Gibb in de tweede ronde van het Zwitserse duo Markus Egger en Martin Laciga, waarna ze in de vierde ronde van de herkansing werden uitgeschakeld door de Brazilianen Harley Marques en Benjamin Insfran. Bij de overige zes toernooien eindigden ze enkel in de top tien: tweede in Parijs, derde in Salvador en Kaapstad, vijfde in Espinho, zevende in Klagenfurt en negende in Acapulco.

### 2006 tot en met 2012
In 2006 en 2007 partnerde Metzger met Mike Lambert. Het eerste jaar haalden ze bij veertien van de vijftien toernooien in de AVP Tour het podium. Ze wonnen in Sacramento, Atlanta, Chicago, Brooklyn en Boulder, werden tweede in Fort Lauderdale, Hermosa Beach, Manhattan Beach en Mason en eindigden als derde in Tempe, Santa Barbara, Huntington Beach, Seaside Heights en Birmingham. Daarnaast eindigde Metzger als derde in Las Vegas. In de World Tour kwam het duo bij vijf wedstrijden tot een derde plek in Zagreb en drie vijfde plaatsen (Parijs, Klagenfurt en Vitória). Het daaropvolgende seizoen namen ze deel aan vier reguliere FIVB-toernooien met een derde plaats in Parijs als beste resultaat. Bij de WK in Gstaad werden ze in de zestiende finale uitgeschakeld door het Argentijnse tweetal Martín Conde en Mariano Baracetti. In de Amerikaanse competitie kwamen Metzger en Lambert bij zeventien toernooien tot vier overwinningen (Huntington Beach, Charleston, Seaside Heights en Chicago). Verder behaalde het duo twee tweede (Atlanta en Mason) en zes derde plaatsen (Miami, Hermosa Beach, Long Beach, Boston, Brooklyn en San Francisco).
In 2008 vormde Metzger een duo met Mark Williams. Ze speelden twaalf wedstrijden in de Verenigde Staten met een eerste plaats in Boulder als beste prestatie. Daarnaast eindigde het tweetal als tweede in Charleston en als derde in Huntington Beach, Brooklyn en San Francisco. In de World Tour kwamen ze bij zeven toernooien tot een tweede plaats bij de Grand Slam van Klagenfurt en vijf negende plaatsen. In Klagenfurt speelde Metzger bovendien zijn laatste internationale wedstrijd. Het seizoen daarop deed hij mee aan zes toernooien in de AVP Tour waarvan een met Fuerbringer – vijfde in Panama City – en vijf met Joey Dykstra – o.a. negende in Huntington Beach. Na een jaar geen wedstrijden gespeeld te hebben, werd Metzger in 2011 met Nick Lucena derde bij het toernooi van Huntington Beach. In 2012 speelde hij met Williams zijn laatste seizoen in de Amerikaanse competitie. Bij zes toernooien kwamen ze tot een derde plaats in Chicago en twee vijfde plaatsen in Hermosa Beach en Huntington Beach.

## Palmares
Kampioenschappen
- 2001: 9e WK
- 2001:  Goodwill Games
- 2003:  WK
- 2004: 5e OS

FIVB World Tour
- 2001:  Gstaad Open
- 2001:  Grand Slam Marseille
- 2002:  Montreal Open

- 2002:  Espinho Open
- 2002:  Fortaleza Open
- 2003:  Grand Slam Klagenfurt
- 2005:  Grand Slam Parijs
- 2005:  Salvador Open
- 2005:  Kaapstad Open
- 2006:  Zagreb Open
- 2007:  Grand Slam Parijs
- 2008:  Grand Slam Klagenfurt